# Козырево (Смоленская область)
Козырево — деревня в Смоленском районе Смоленской области России. Входит в состав Корохоткинского сельского поселения. Население — 20 жителей (2007 год). 
Расположена в западной части области в 6 км к северу от Смоленска, в 1 км южнее автодороги М1 «Беларусь», на берегу реки Стабна. В 7 км южнее деревни расположена железнодорожная станция Смоленск-Сортировочный на линии Москва — Минск. 

## История
В годы Великой Отечественной войны деревня была оккупирована гитлеровскими войсками в июле 1941 года, освобождена в сентябре 1943 года. 